# 黃紋波魚
黃紋波魚（学名：Rasbora chrysotaenia）為輻鰭魚綱鯉形目鯉科的一個種，分布於亞洲印尼及馬來西亞，體長可達3.5公分，棲息在中底層水域，可做為觀賞魚。